# Wim van der Leegte
Wilhelmus Gerardus Stephanus Maria (Wim) van der Leegte (Nuenen, 23 augustus 1947 – Duizel, 19 november 2023) was een Nederlandse ondernemer. Hij was vanaf 1972 tot en met 2016 president-directeur van de VDL Groep.

## Begin
Tijdens zijn opleiding werktuigbouwkunde aan de HTS liep Van der Leegte in 1966 stage in het bedrijf van zijn vader, Metaal- en Constructiewerkplaats P. van der Leegte. Omdat het slecht ging met de gezondheid van zijn vader, moest Van der Leegte op 19-jarige leeftijd de leiding van het bedrijf overnemen. Het bedrijf had op dat moment dertig medewerkers in dienst en sloot het jaar 1966 af met verlies. In 1972 kreeg Van der Leegte de aandelen van zijn vader in handen. In 1977 voerde hij een overlegstructuur in waarbij de medewerkers direct bij alle aspecten van de bedrijfsvoering werden betrokken. Van der Leegte voerde wekelijks (en vanaf 1982 elke twee weken) overleg met verkopers, hoofden van verschillende afdelingen en de voorlieden van de productiegroepen. Tot 1979 was Van der Leegte directeur van VD Leegte Metaal in Hapert.

## VDL Groep
Door autonome groei en overnames ontstond de VDL Groep. In 2015 bedroeg de totale omzet van de VDL Groep 2,686 miljard en waren er bij de aangesloten bedrijven 10.623 medewerkers werkzaam. In 2016 is Van der Leegte als president-directeur opgevolgd door zijn zoon Willem van der Leegte.

## Nevenfuncties
Van der Leegte heeft in de loop van de jaren verschillende nevenfuncties vervuld. Hij was onder meer voorzitter van de Eindhovensche Fabrikantenkring en van de stichting PSV Voetbal. Ook heeft hij voor het Eindhovens Dagblad columns geschreven.

## Onderscheidingen
In 2014 is Van der Leegte vanwege zijn verdiensten voor de Nederlandse maakindustrie benoemd tot commandeur in de Orde van Oranje-Nassau.
In 2016 werd hij door de Stichting Familie Onderneming uitgeroepen tot Boegbeeld Nederlands Ondernemerschap.
In 2017 heeft hij Het Gouden RAI Wiel gekregen. Deze prijs is hem toegekend voor zijn bijdrage aan de mobiliteitsindustrie en aan de Nederlandse werkgelegenheid.

## Paardensport
In 2000 begon Van der Leegte met zijn eigen springstal, Stoeterij Duyselhof. De stoeterij houdt zich bezig met het fokken, het opleiden en het trainen van springpaarden.

## Overlijden
Van der Leegte stierf op 19 november 2023 onverwacht op 76-jarige leeftijd.

## Wetenswaardigheden

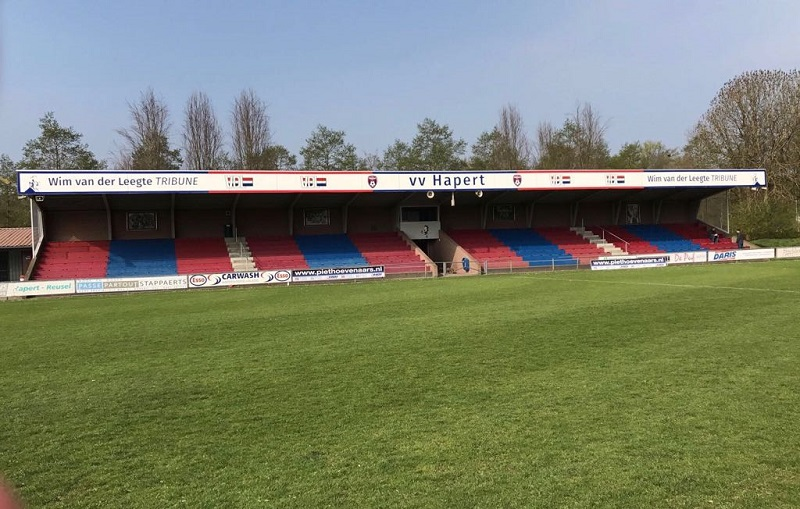
De Wim van der Leegte tribune bij VV Hapert.

Zijn studie aan de HTS heeft Van der Leegte in 2004 alsnog officieel afgerond. In dat jaar kreeg hij het HBO-diploma Technische Bedrijfskunde (ing.) van de Fontys Hogeschool. De titel van zijn afstudeerscriptie luidt Behoud van industrie in Nederland door meer arbeidsflexibiliteit.